# Killa Killa
A Killa Killa (rádiós kiadása: Thrilla Thrilla) KSI brit youtuber és rapper kislemeze Dissimulation (2020) című lemezéről. A dalon közreműködött Aiyana-Lee brit-amerikai énekes, producerei Diego Ave és Yoshi voltak. Digitális letöltésként és streaming platformokon jelent meg 2020. május 22-én az RBC Records és a BMG kiadókon keresztül, majd később az album ötödik kislemezeként július 17-én. Egy hiphopdal, ami tartalmaz karibi és afrobeat elemeket. A dal szövegét tekintve KSI sikereiről szól.
A Killa Killa-t méltatták zenekritikusok, főleg Aiyana-Lee refrénjét és KSI versszakait. A dal 27. helyet ért el a brit kislemezlistán és 33. lett Írországban. 2020. július 17-én jelent meg videóklipje.

## Népszerűsítése
A Killa Killa 2020. május 22-én jelent meg, az RBC Records és a BMG kiadókon keresztül. A Killa Killa dalszövegvideója 2020. július 3-án jelent meg KSI YouTube-csatornáján. Július 17-én megjelent a dal videóklipje, illetve a szám is kislemezként. Ugyanezen a napon a dal cenzúrázott verzióját elkezdték adni a brit rádiók, Thrilla Thrilla címen.

## Fogadtatása
A Killa Killa-t méltatták a zenekritikusok. Kitty Empire (The Guardian) a dalt egy slágerségre váró dalnak nevezte. Courtney Wynter (GRM Daily) a dalt egy „szórakoztató energiával rendelkező boldog számnak” nevezte. Wynter méltatta KSI hangzását és dalszövegeit, illetve kiemelte Aiyana-Lee refrénjét. Sarah Akomanyi (Link Up TV) azt mondta a kislemezről, hogy „KSI magabiztosságát nehéz elkerülni, aminek következtében versszakai nagyon tiszták és kiegyensúlyozottak lettek.”

## Közreműködő előadók
- KSI – dalszerző, vokál
- Aiyana-Lee – vokál
- Diego Ave – producer, dalszerző
- Yoshi – producer, dalszerző
- Tiina Vainikainen – dalszerző
- William Rappaport – dalszerző
- Michalis Michael – keverés
- Henkka Niemistö – maszterelés
- JustAGhost – albumborító, dalszövegvideó

## Slágerlista
| Slágerlista (2020)                    | Legmagasabb pozíció |
| ------------------------------------- | ------------------- |
| Egyesült Királyság (UK Singles Chart) | 27                  |
| Egyesült Királyság (UK R&B Chart)     | 15                  |
| Egyesült Királyság (UK Indie Chart)   | 5                   |
| Írország (IRMA)                       | 33                  |
| Új-Zéland (RMNZ Hot Singles)          | 12                  |

## Kiadások
| Régió              | Dátum            | Formátum(ok)                 | Kiadó(k) |
| ------------------ | ---------------- | ---------------------------- | -------- |
| Világszerte        | 2020. május 22.  | digitális letöltés streaming | RBC BMG  |
| Egyesült Királyság | 2020. július 17. | felnőtt kortárs rádió        | RBC BMG  |